# رپروترول
رپروترول (انگلیسی: Reproterol) یک آگونیست گیرنده آدرنرژیک کوتاه اثر β2 است که در درمان آسم به کار می‌رود.
این دارو در سال ۱۹۶۵ ثبت اختراع شد و در سال ۱۹۷۷ مورد استفاده پزشکی قرار گرفت.